# Saint-Germain-de-la-Grange
Saint-Germain-de-la-Grange és un municipi francès, situat al departament d'Yvelines i a la regió de Illa de França. L'any 2007 tenia 1.816 habitants.
Forma part del cantó d'Aubergenville, del districte de Rambouillet i de la Comunitat de comunes Cœur d'Yvelines.

## Demografia

### Població
El 2007 la població de fet de Saint-Germain-de-la-Grange era de 1.816 persones. Hi havia 649 famílies, de les quals 107 eren unipersonals (28 homes vivint sols i 79 dones vivint soles), 202 parelles sense fills, 297 parelles amb fills i 43 famílies monoparentals amb fills.
La població ha evolucionat segons el següent gràfic:
Habitants censats

### Habitatges
El 2007 hi havia 694 habitatges, 664 eren l'habitatge principal de la família, 15 eren segones residències i 14 estaven desocupats. 638 eren cases i 48 eren apartaments. Dels 664 habitatges principals, 607 estaven ocupats pels seus propietaris, 47 estaven llogats i ocupats pels llogaters i 10 estaven cedits a títol gratuït; 15 tenien una cambra, 37 en tenien dues, 32 en tenien tres, 91 en tenien quatre i 490 en tenien cinc o més. 604 habitatges disposaven pel capbaix d'una plaça de pàrquing. A 178 habitatges hi havia un automòbil i a 473 n'hi havia dos o més.

### Piràmide de població
La piràmide de població per edats i sexe el 2009 era:
| Homes | Edats   | Dones |
| ----- | ------- | ----- |
| 0     | 95 o +  | 0     |
| 0     | 90 a 94 | 4     |
| 0     | 85 a 89 | 0     |
| 0     | 80 a 84 | 0     |
| 8     | 75 a 79 | 16    |
| 8     | 70 a 74 | 4     |
| 20    | 65 a 69 | 20    |
| 52    | 60 a 64 | 40    |
| 92    | 55 a 59 | 64    |
| 96    | 50 a 54 | 108   |
| 60    | 45 a 49 | 68    |
| 64    | 40 a 44 | 88    |
| 52    | 35 a 39 | 56    |
| 32    | 30 a 34 | 32    |
| 60    | 25 a 29 | 32    |
| 60    | 20 a 24 | 80    |
| 88    | 15 a 19 | 44    |
| 92    | 10 a 14 | 40    |
| 48    | 5 a 9   | 56    |
| 32    | 0 a 4   | 36    |

## Economia
El 2007 la població en edat de treballar era de 1.230 persones, 907 eren actives i 323 eren inactives. De les 907 persones actives 853 estaven ocupades (449 homes i 404 dones) i 55 estaven aturades (30 homes i 25 dones). De les 323 persones inactives 136 estaven jubilades, 111 estaven estudiant i 76 estaven classificades com a «altres inactius».

### Ingressos
El 2009 a Saint-Germain-de-la-Grange hi havia 666 unitats fiscals que integraven 1.896 persones, la mediana anual d'ingressos fiscals per persona era de 31.354 €.

### Activitats econòmiques
Dels 73 establiments que hi havia el 2007, 1 era d'una empresa de fabricació de material elèctric, 4 d'empreses de fabricació d'altres productes industrials, 19 d'empreses de construcció, 17 d'empreses de comerç i reparació d'automòbils, 2 d'empreses de transport, 1 d'una empresa d'hostatgeria i restauració, 1 d'una empresa d'informació i comunicació, 3 d'empreses financeres, 1 d'una empresa immobiliària, 18 d'empreses de serveis, 2 d'entitats de l'administració pública i 4 d'empreses classificades com a «altres activitats de serveis».
Dels 25 establiments de servei als particulars que hi havia el 2009, 1 era una oficina bancària, 2 tallers de reparació d'automòbils i de material agrícola, 1 taller d'inspecció tècnica de vehicles, 2 paletes, 7 guixaires pintors, 1 fusteria, 1 lampisteria, 6 electricistes, 1 perruqueria, 1 restaurant, 1 agència immobiliària i 1 saló de bellesa.
L'únic establiment comercial que hi havia el 2009 era una peixateria.

## Equipaments sanitaris i escolars
El 2009 hi havia 1 escola maternal i 1 escola elemental.

## Poblacions més properes
El següent diagrama mostra les poblacions més properes.